# Vijf grote clans van New Territories
Vijf grote clans van New Territories zijn de vijf clans van het Hongkongse gebied New Territories die in het verleden de meeste politieke macht hadden daar. Hun rijkdom en nageslacht is omvangrijk. Een groot deel van de clans buiten China leeft in Engeland en Nederland. De meeste van de vijf clans hebben voorouders die tijdens de Noordelijke Song-dynastie migreerde naar New Territories. Daarom zijn zij autochtone Hongkongers. De voorouders van het geslacht Liu kwamen in de Yuan-dynastie naar het gebied vanuit de Fujianse prefectuur Tingzhou. Elke clan heeft zich geconcentreerd een bepaald dorp. Daar hebben zij eigen citang, ommuurde dorpen en scholen gebouwd. Ook wegen en markten in de buurt van het dorp zijn meestal door één zo'n clan gebouwd. In 1899 kwamen de vijf clans gezamenlijk in opstand tegen de Britse overheersing. De Britten kregen de overmacht en hierdoor moesten de clans al hun hectares land laten registreren bij de Brits-Hongkongse overheid. Bij deze administratie kwamen de Britten erachter dat het merendeel van de land in handen was van de vijf clans. Hierop kregen de clans de bijnaam Vijf grote clans van New Territories.

## Clans en hun dorp
- 錦田鄧氏 Tang van het dorp Kam Tin
- 新田文氏 Man van het dorp San Tin
- 上水廖氏 Liu van het dorp Sheung Shui
- 上水侯氏 Hau van het dorp Sheung Shui
- 粉嶺彭氏 Pang van het dorp Fan Ling

## Andere clans
Buiten deze vijf clans waren er nog een aantal andere clans van autochtone Hongkongers die macht hadden in het gebied.
- Au van het dorp Sheung Shui
- Yu van het dorp Sheung Shui
- So van het dorp Sha Tau Kok
- Lee van het dorp Sha Tau Kok
- Shing van het dorp Sai Kung
- Wan van het dorp Sai Kung
- Lam van de dorpen in Sai Kung, Kowloon en de Hongkongse eilanden